# 霞浦县博物馆
霞浦县博物馆是位于福建省宁德市霞浦县的一个综合性博物馆，坐落于松港街道福宁大道的“九大馆”中。霞浦县博物馆最早成立于2002年，隶属于霞浦县文化和旅游局管辖，现今的展馆于2012年动工建设，建筑面积12734平方米，馆藏文物1000余件。2023年，霞浦县博物馆入选为国家二级博物馆。

## 历史
中华人民共和国成立之初，霞浦县文化馆主管霞浦县的文物工作。2002年2月，成立霞浦县博物馆机构，编制2人，负责霞浦县文物的相关工作，同年5月30日，霞浦县博物馆在该县文化中心大楼（在今松城街道太康路）挂牌。2012年1月，霞浦县投资1.3亿元人民币，在松港街道福宁大道的“九大馆”开工建设博物馆新馆，2014年落成开馆。2019年，霞浦县博物馆加挂“霞浦县文物保护中心”的牌子，并增加编制2人。博物馆建馆以来，先后被有关部门授予“‘四有’新一代革命军人教育基地”、“宁德市爱国主义国防教育基地”等称号。2023年12月，霞浦县博物馆被中华人民共和国国家文物局选为第五批国家二级博物馆，为宁德市境内首个入选的博物馆。

## 展览规模
霞浦县博物馆新馆以大京城堡的瓮城和海浪作为设计元素，建筑面积12374平方米，使用面积8746平方米，馆内建有7个展厅，以及贵宾室、服务部、茶室、会议室、报告厅、修复室、摄影室、库房和办公区等，内有藏品1039件（套），包括5件二级文物和187件（套）三级文物，藏品包括考古发掘标本、金银、陶瓷、玉石、漆器、书画和石刻等品类。2017年，博物馆年平均接待规模达5万人次/年，至2025年初，博物馆每年接待规模已逾10万人次。
博物馆内部共4层，分为4个基本陈列厅和3个临时展厅，第一层建有历史综合展厅，分“远古走来”“温麻隆兴”“唐宋遗风”“边陲海防”“红色记忆”五大版块，展陈霞浦县自新石器时代至第二次国共内战各时期历史文物。第二层建有历代珍藏展、历史遗风展、非物质文化遗产展等展厅，历代珍藏展展出碑刻、木雕、青铜器、瓷器、玉器、钱币和书画等体现霞浦县古今政治经济文化的展品；历史遗风展展示霞浦县境内各宗教信仰文化及畲族民俗文化展品；非物质文化遗产展则展示代表霞浦县民俗的文物、图片及音像。第三层为专题临展厅，历年举办过“霞浦民间收藏精品展”“霞浦县第三次全国不可移动文物普查成果展”“六庵遗墨展”“游寿家山书法展”“霞浦县第一次全国可移动文物普查成果展”等陈列展览。第四层为办公区域。

## 图集

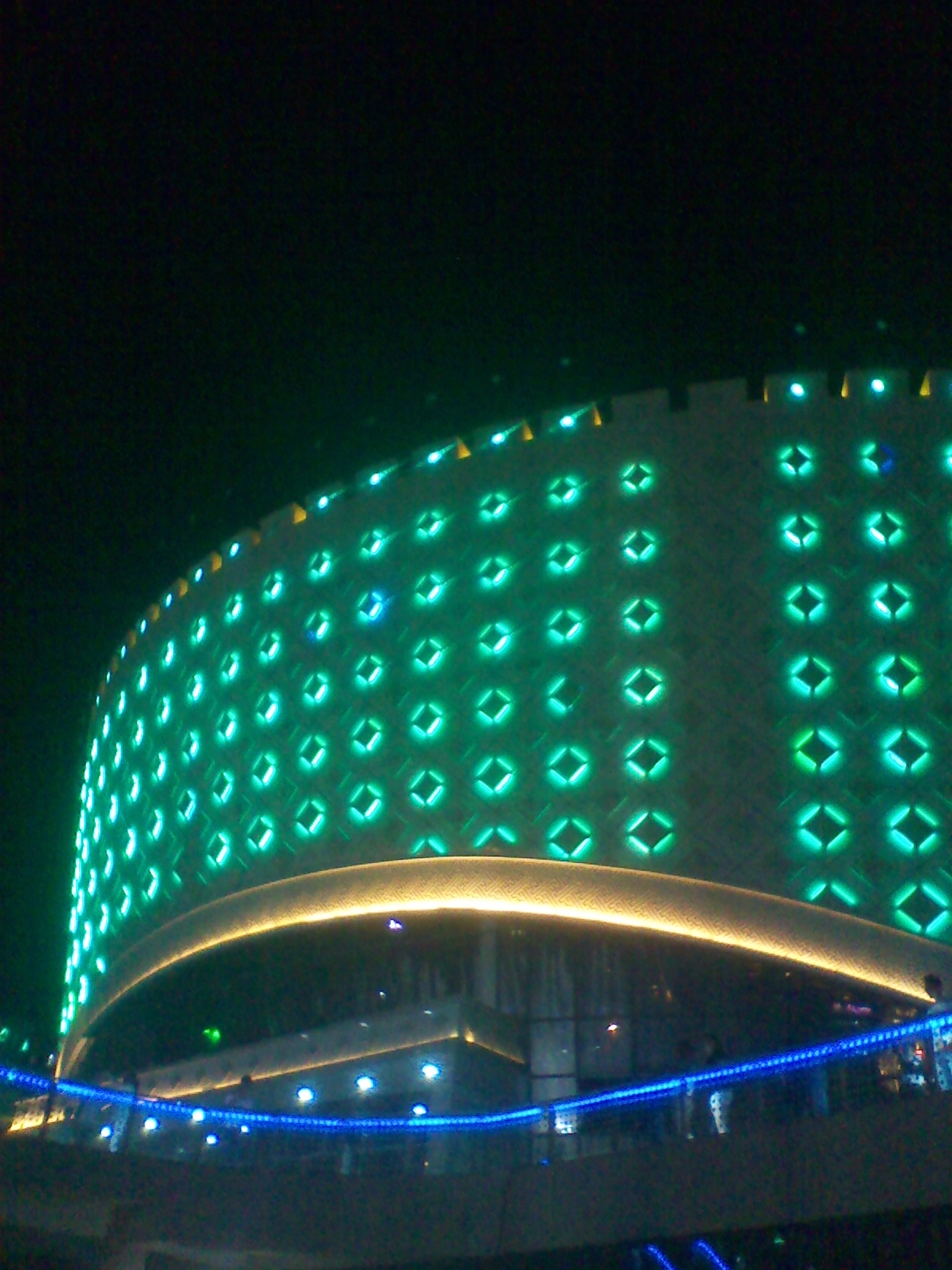
2013年10月的霞浦县博物馆夜景
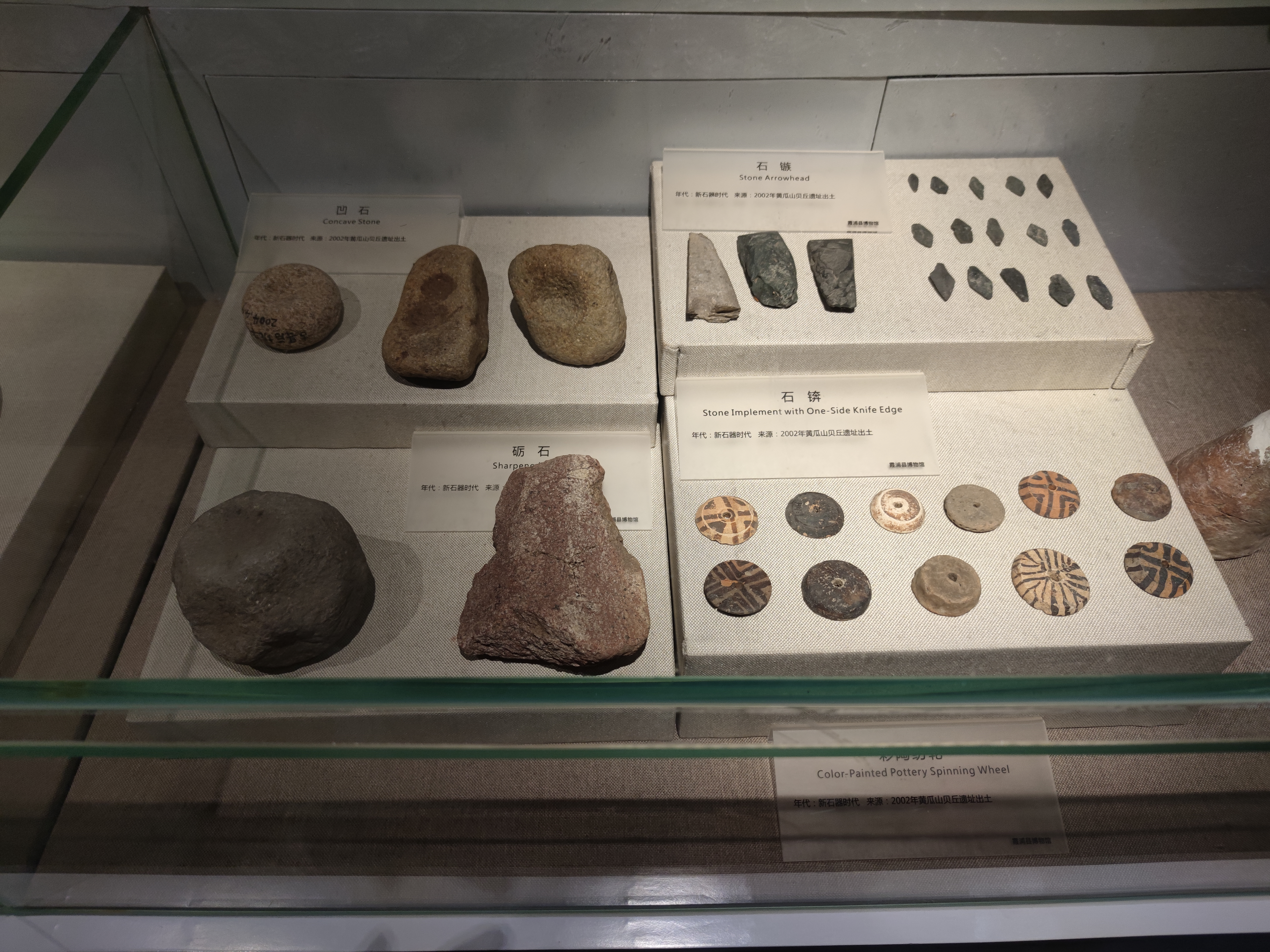
历史综合展厅展出的黄瓜山遗址出土文物
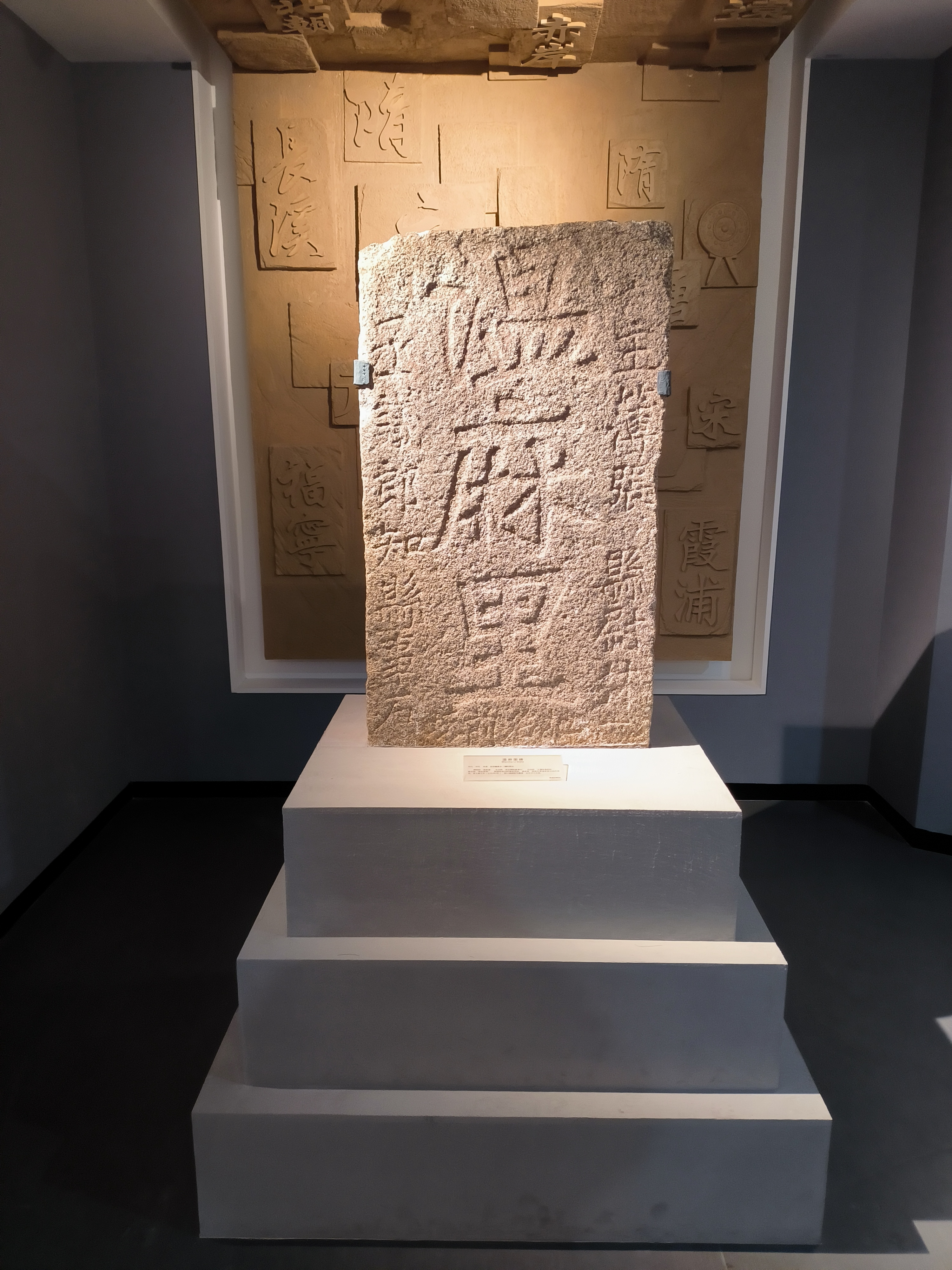
历代珍藏展厅展出的“温麻里”碑刻
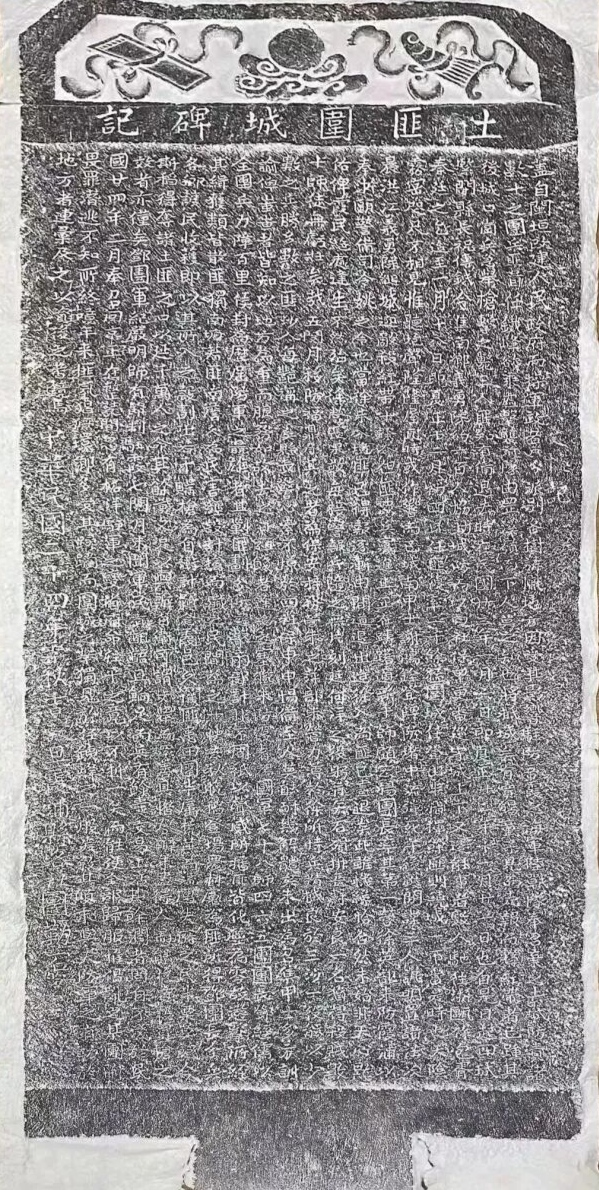
1935年“土匪围城碑记”的拓片，原碑藏于历代珍藏展厅
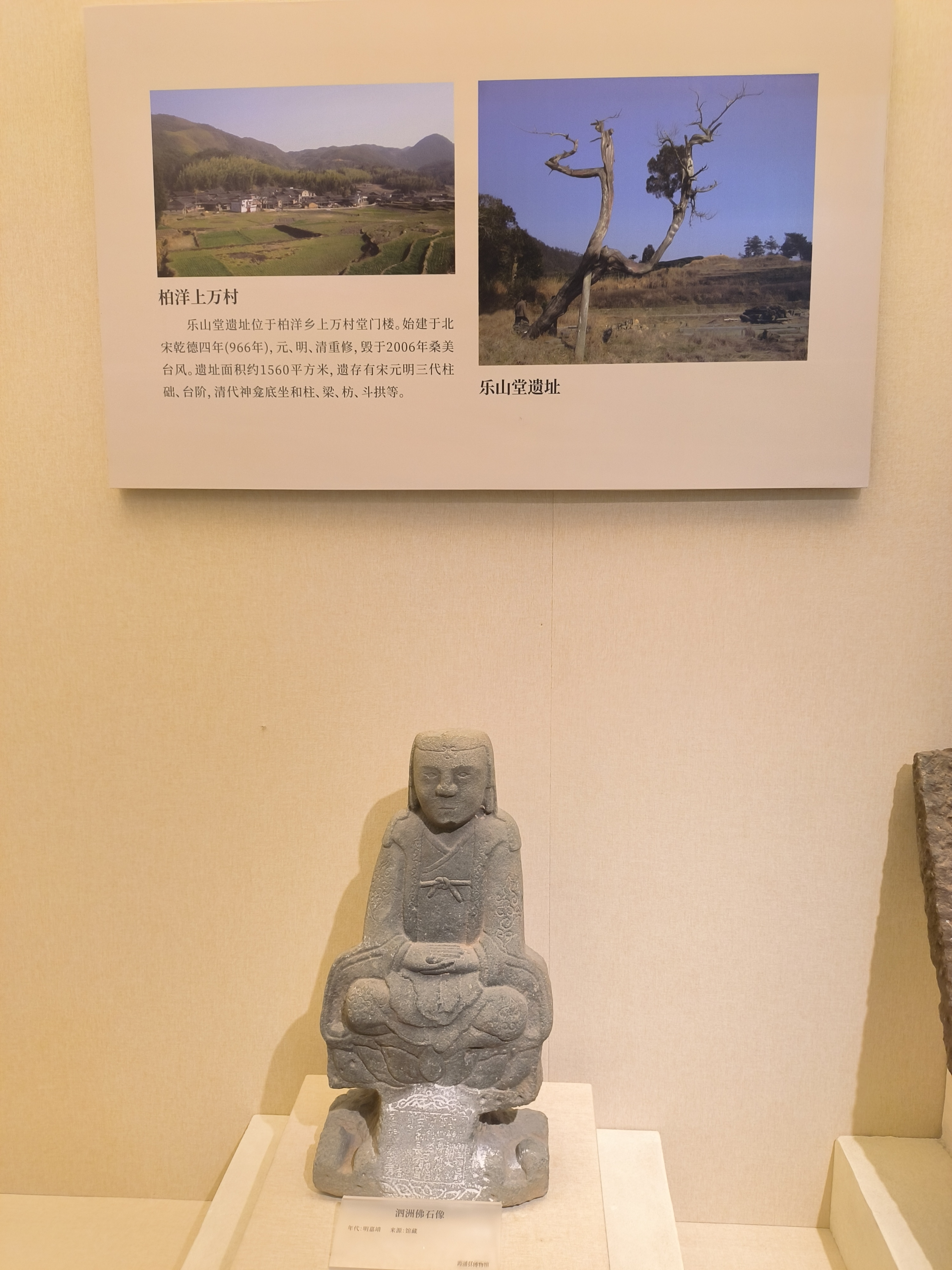
历史遗风展厅展出的民间信仰及摩尼教文物